# Михайлецький Іван Ігорович
Іва́н І́горович Михайле́цький — підполковник[джерело?] Збройних сил України.
Випускник Академії сухопутних військ імені гетьмана Петра Сагайдачного, учасник російсько-української війни.

## Нагороди
19 липня 2014 року — за особисту мужність і героїзм, виявлені у захисті державного суверенітету та територіальної цілісності України, вірність військовій присязі під час російсько-української війни, відзначений — нагороджений орденом Богдана Хмельницького III ступеня.